# 陈汤征墓
陈汤征墓，位于中国广东省汕头市潮阳区金灶镇柳岗村，现为潮阳区文物保护单位，类型为古墓葬，公布时间为2001年3月2日。
陈汤征墓的历史年代为宋代。